# Aleuroparadoxus ilicicola
Aleuroparadoxus ilicicola là một loài côn trùng cánh nửa trong họ Aleyrodidae, phân họ Aleyrodinae.
Aleuroparadoxus ilicicola được Russell miêu tả khoa học đầu tiên năm 1947.